# Kirkonoja
Kirkonoja (Kerkbeek) is een beek, die stroomt in de Zweedse  gemeente Pajala. Ze begint even ten zuiden van het dorp Pajala. Ze stroomt naar het oosten om uiteindelijk bij Kengis in de Torne te stromen.
Afwatering: Kirkonoja → Torne → Botnische Golf